# Alfabetul ucrainean
Alfabetul ucrainean este un set de litere folosit pentru a scrie în ucraineană, limba oficială a Ucrainei. Este una dintre variantele naționale ale scrierii chirilice. Textele ucrainene sunt uneori romanizate, scrise în alfabetul latin pentru cititorii non-chirilici sau sistemele de traducere. De-a lungul timpului au existat mai multe încercări de creare a unui alfabet latin pentru limba ucraineană, însă niciuna nu s-a concretizat. Recent, mai precis în 2014, o comisie specială a Parlamentului ucrainean a adus în discuție ideea renunțării treptate la alfabetul chirilic în favoarea celui latin.

## Alfabet
Alfabetul cuprinde 33 de litere, reprezentând 38 de foneme și un semn suplimentar: apostroful. Ortografia ucraineană se bazează pe principiul fonematic în care o singură literă corespunde, în general, unui fonem. Ortografia are, de asemenea, cazuri în care sunt aplicate principii semantice, istorice și morfologice.
20 de litere reprezintă consoane (б, г, ґ, д, ж, з, к, л, м, н, п, р, с, т, ф, х, ц, ч, ш, щ), 10 vocale (а, е, є, и, і, ї, о, у, ю, я) și două semivocale (й, в). Semnul moale ь nu are nicio valoare fonetică în sine, însă indică înmuierea (palatalizarea) consoanei precedente. De asemenea, anumite consoane sunt palatalizate atunci când sunt urmate de anumite vocale: д, з, л, н, с, т, ц si дз sunt înmuiate atunci când sunt urmate de o vocală moale (є, і, ї, ю, я).
Apostroful anulează palatalizarea în locuri în care se aplică regulile ortografice normale. De asemenea, este păstrat în transliterările din alfabetul latin: Кот-д'Івуар (Côte d'Ivoire), О'Тул (O'Toole) etc. Apostroful mai este folosit în bielorusă și aceeași funcție este îndeplinită în rusă de semnul tare (ъ).
Comparându-l cu alte alfabete chirilice, alfabetul ucrainean modern se aseamănă cel mai mult cu cel rutean, rus și bielorus. A păstrat cele două litere chirilice timpurii i (i) și izhe (и) pentru a reprezenta sunetele /i/ și /ɪ/, precum și cele două forme istorice e (е) și ye (є). Litere unice sunt:
- ge (ґ), folosit pentru sunetul velar ocluziv mai puțin frecvent /ɡ/;
- yi (ї), pronunțat ca /ji/ sau /jɪ/.

## Numele și pronunția literelor
| Drept | Cursiv | Transliterație | Nume                        | IPA           | Note                |
| ----- | ------ | -------------- | --------------------------- | ------------- | ------------------- |
| А а   | А а    | a              | а /ɑ/                       | /ɑ/           |                     |
| Б б   | Б б    | b              | бе /bɛ/                     | /b/           |                     |
| В в   | В в    | v              | ве /wɛ/                     | /v/           |                     |
| Г г   | Г г    | h              | ге /ɦɛ/                     | /ɦ/           |                     |
| Ґ ґ   | Ґ ґ    | g              | ґе /ɡɛ/                     | /ɡ/           |                     |
| Д д   | Д д    | d              | де /dɛ/                     | /d/, /dʲ/     |                     |
| Е е   | Е е    | e              | е /ɛ/                       | /ɛ/           |                     |
| Є є   | Є є    | je             | є /jɛ/                      | /jɛ/ sau /ʲɛ/ |                     |
| Ж ж   | Ж ж    | ž              | же /ʐɛ/                     | /ʐ/           |                     |
| З з   | З з    | z              | зе /zɛ/                     | /z/, /zʲ/     |                     |
| И и   | И и    | y              | и /ɪ/                       | /ɪ/           |                     |
| І і   | І і    | i              | і /i/                       | /i/, /ʲi/     |                     |
| Ї ї   | Ї ї    | ji             | ї /ji/                      | /ji/          |                     |
| Й й   | Й й    | j              | йот /jɔt/, й /ɪj/           | /j/           |                     |
| К к   | К к    | k              | ка /kɑ/                     | /k/           |                     |
| Л л   | Л л    | l              | ел /ɛl/                     | /l/, /lʲ/     |                     |
| М м   | М м    | m              | ем /ɛm/                     | /m/           |                     |
| Н н   | Н н    | n              | ен /ɛn/                     | /n/, /nʲ/     |                     |
| О о   | О о    | o              | о /ɔ/                       | /ɔ/           |                     |
| П п   | П п    | p              | пе /pɛ/                     | /p/           |                     |
| Р р   | Р р    | r              | ер /ɛr/                     | /r/, /rʲ/     |                     |
| С с   | С с    | s              | ес /ɛs/                     | /s/, /sʲ/     |                     |
| Т т   | Т т    | t              | те /tɛ/                     | /t/, /tʲ/     |                     |
| У у   | У у    | u              | у /u/                       | /u/           |                     |
| Ф ф   | Ф ф    | f              | еф /ɛf/                     | /f/           |                     |
| Х х   | Х х    | ch             | ха /xɑ/                     | /x/           |                     |
| Ц ц   | Ц ц    | c              | це /t͡sɛ/                    | /t͡s/, /t͡sʲ/   |                     |
| Ч ч   | Ч ч    | č              | че /ʈ͡ʂɛ/                    | /ʈ͡ʂ/          |                     |
| Ш ш   | Ш ш    | š              | ша /ʂɑ/                     | /ʂ/           |                     |
| Щ щ   | Щ щ    | šč             | ща /ʂʈ͡ʂɑ/                   | /ʂʈ͡ʂ/         |                     |
| Ь ь   | Ь ь    | ʹ              | м’який знак /mjɑˈkɪj ˈznɑk/ | /◌ʲ/          | semn moale          |
| Ю ю   | Ю ю    | ju             | ю /ju/                      | /ju/ sau /ʲu/ |                     |
| Я я   | Я я    | ja             | я /jɑ/                      | /jɑ/ sau /ʲɑ/ |                     |
| '     |        | –              | апостроф /ɑˈpɔstrɔf/        |               | apostrof, nu literă |

Note
^1 Pronunția lui /w/ variază în funcție de context; este labială înaintea vocalelor din spate și labiodentală înaintea vocalelor din față.

^2 Ge (ґ) a fost interzisă în mod oficial în Ucraina sovietică între 1933 și 1990; lipsește din unele codări de caractere și fonturi pe calculator, precum ISO-8859-5 și MS-DOS Cyrillic.

^3 Semnul moale (ь) nu este considerat o literă, ci un simbol ortografic care indică înmuierea (palatalizarea) consoanei precedente. Se afla la finalul alfabetului înainte de 1990, când noua ortografie oficială i-a schimbat locul.

^4 Apostroful indică faptul că consoana precedentă unei vocale moale nu este palatalizată.

^5 Există, de asemenea, digrafe care se pronunță ca un singur sunet: дж, care sună ca „dj” în „Caradja”, și дз. Exemple: джмiль (un bondar), бджoлa (o albină), дзвоник (un clopot).

## Literatură suplimentară
- Ioan Rebușapcă (1980). Curs de limba ucraineană contemporană. Fonetică și fonologie. București: TUB.